# Stanley Hubert Dent, Jr.
Stanley Hubert Dent, Jr. (* 16. August 1869 in Eufaula, Barbour County, Alabama; † 6. Oktober 1938 ebenda) war ein US-amerikanischer Rechtsanwalt und Politiker (Demokratische Partei).

## Werdegang
Stanley Hubert Dent, Jr. besuchte die Gemeinschaftsschule und graduierte 1886 an der Southern University (später Birmingham Southern College) in Greensboro (Alabama). Dann graduierte er 1889 an der University of Virginia Law School in Charlottesville. Seine Zulassung als Anwalt bekam er im gleichen Jahr und fing dann in Eufaula an zu praktizieren. Er war dort bis 1899 tätig, als er dann nach Montgomery (Alabama) hinzog.
Dent verfolgte ebenfalls eine politische Laufbahn. Er nahm 1901 als Delegierter an der verfassungsgebenden Versammlung von Alabama teil. Dann war er zwischen 1902 und 1909 als Staatsanwalt für Montgomery County tätig. Dent nahm 1908 als Delegierter an der Democratic National Convention teil. Er wurde in den 61. US-Kongress gewählt und in die fünf nachfolgenden US-Kongresse wiedergewählt. Dort war er im US-Repräsentantenhaus vom 4. März 1909 bis zum 3. März 1921 tätig. Während dieser Zeit hatte er den Vorsitz über das Committee on Military Affairs (65. US-Kongress). Bei seiner Kandidatur 1920 in den 67. US-Kongress erlitt er eine Niederlage. Danach ging er in Montgomery wieder seiner Tätigkeit als Anwalt nach. Ferner war er 1933 Präsident bei der verfassungsgebenden Versammlung von Alabama, wo es um die Aufhebung des 18. Zusatzartikels ging. Dent verstarb 1938 in Montgomery und wurde auf dem Eufaula Cemetery beigesetzt.